# Marcia De Wachter
Marcia De Wachter (Wilrijk, 9 oktober 1953) is en Belgisch econome en sinds 1999 directeur bij de Nationale Bank van België.

## Biografie
In 1975 behaalde ze een diploma in de economische wetenschappen aan de Universitaire Faculteiten Sint-Ignatius Antwerpen (UFSIA). In 1977 kreeg ze een Fellowship van de Belgian American Educational Foundation waarmee ze in 1979 aan de universiteit van Chicago een Master of Economics behaalde. In 1983 promoveerde we aan de UFSIA en doceerde er tussen 1984 en 1997.
In 1986 ging de Wachter aan de slag als economisch adviseur in het kabinet van premier Wilfried Martens. In 1988 werd ze woordvoerster en secretaris-generaal van de Nationale Bank. In 1996 nam ze daarnaast het mandaat van ondervoorzitter van de Hoge Raad voor de Werkgelegenheid op dat ze afstond toen ze in 1999 directeur werd van de Nationale Bank. Daarnaast bekleedt ze tal van andere mandaten waaronder:
- 1998-2003: lid van de algemene vergadering van de Europese Centrale Bank.
- 2000-2006: lid van de Hoge Raad van Financiën
- directielid van de Commissie voor het Bank-, Financie- en Assurantiewezen[3]

## Eerbetoon
- 1979: Hillman Award (University of Chicago)
- 2002: UFSIA alumnus van het jaar 2002 (Universitaire Faculteiten St-Ignatius, Universiteit Antwerpen)
- 2004-2006: vermelding als een van de 25 machtigste vrouwen in Vlaanderen
- 2011: uitzonderlijke vrouw (Federale Regering België)